# NGC 2775
Az NGC 2775 (más néven Caldwell 48) egy spirálgalaxis a Cancer (Rák) csillagképben.

## Felfedezése
A galaxist William Herschel fedezte fel 1783. december 19-én.

## Tudományos adatok
A galaxis 1354 km/s sebességgel távolodik tőlünk.